# Athyrma hieroglyphica
Athyrma hieroglyphica är en fjärilsart som beskrevs av Swinhoe 1902. Athyrma hieroglyphica ingår i släktet Athyrma och familjen nattflyn. Inga underarter finns listade i Catalogue of Life.